# Наментенга
Наментенга (фр. Namentenga) — одна из 45 провинций Буркина-Фасо. Входит в состав Северо-Центральной области. Административный центр провинции — город Булса. Площадь провинции составляет 6464 км².

## Население
По данным на 2013 год численность населения провинции составляла 402 214 человек.
Динамика численности населения провинции по годам:
| 1996    | 1997    | 2005    | 2006    | 2013    |
| ------- | ------- | ------- | ------- | ------- |
| 251 909 | 251 909 | 318 822 | 327 749 | 402 214 |

## Административное деление
В административном отношении подразделяется на 8 департаментов:
- Боала
- Бульса
- Бурум
- Дарго
- Нагбингу
- Тугури
- Ялго
- Зегедегин